# Wilsonova skála
Wilsonova skála je dominantní skalní útvar s vyhlídkou a málo zřetelnými zbytky hradu Kokštejn/Kufštejn, podle kterého se dříve nazývala Kufštejn. Nachází se v bezprostřední blízkosti autocampu Wilsonka na katastrálním území obce Hartvíkovice v okrese Třebíč. Původní výška skály byla 100 metrů, po vybudování Dalešické přehrady byla část skály do výšky 45 metrů zatopena. Přístup je z obce Hartvíkovice po žluté značce nebo přímo z autocampu, do kterého lze i připlout pravidelnou lodní dopravou.Pozorný návštěvník si všimne ve skále zapuštěných borháků, které slouží k horolezeckému tréninku. Skoky ze skály do vody přehrady končívají tragicky. Kvůli přečerpávací elektrárně Dalešice každý den kolísá hladina pod skálou o dva metry.
Nad vyhlídkou bylo v roce 2021 umístěno dřevěné srdce, jeho autorem je hartvíkovický rodák Vlastimil Sedláček.